# سرجيات
السرجيات (الاسم العلمي: Clitellata) هي صف من الحيوانات تتبع شعبة الديدان المقسمة.

## رتب
- اليعلوقيات اللاخطمية